# Volker Oppitz (Fußballspieler)
Volker Oppitz (* 16. Februar 1978 in Dresden) ist ein ehemaliger deutscher Fußballspieler und jetziger Fußballfunktionär.

## Leben
Volker Oppitz begann 1984, im Alter von sechs Jahren das Fußballspielen bei Dynamo Dresden. Er durchlief den gesamten Jugendbereich und arbeitete sich über die Zweite Mannschaft in die Erste Mannschaft hoch. Bereits in seiner ersten Oberligasaison (2001/02) wurde er Stammspieler und schaffte den Aufstieg in die Regionalliga. 2003 entwickelte sich der kopfballstarke Abwehrmann konstant weiter, festigte seinen Stammplatz und gewann den Sachsenpokal. Am Ende der Saison 2003/04 glückte der Aufstieg in die 2. Bundesliga. Auch nach dem Abstieg ist er Dynamo Dresden treu geblieben und hat sich 2009 als Abwehrchef noch einmal bis 2011 an Dynamo Dresden gebunden.
Im Mai 2010 hat Volker Oppitz seine Fußballkarriere beendet und eine neue Tätigkeit als Assistent der Geschäftsführung für den Bereich Sport bei Dynamo Dresden angetreten. Aufgrund von Querelen bzgl. der Neubesetzung des Geschäftsführerpostens bei Dynamo Dresden wurde Volker Oppitz am 10. Juni 2010 zunächst als Interims-Geschäftsführer für die Dauer von drei Monaten benannt und wurde anschließend zum Geschäftsführer bestellt. Am 1. Februar 2012 trat er als Geschäftsführer bei Dynamo Dresden aus gesundheitlichen Gründen zurück und legte sein Amt nieder.
Oppitz studierte Wirtschaftswissenschaften an der TU Dresden und wurde an der Comenius-Universität Bratislava promoviert. Sein Vater ist der Ökonom und Finanzmathematiker Volker Oppitz.

## Erfolge
- Aufstieg in die Regionalliga 2002
- Aufstieg in die 2. Bundesliga 2004
- Sachsenpokalsieger 2003, 2007, 2009